# Papkeszi vasútállomás
Papkeszi vasútállomás egy Veszprém vármegyei vasútállomás, amit a GYSEV üzemeltet.
A település központjától jó 2 kilométerre északra, külterületek közt helyezkedik el, nagyjából félúton Felsőmajor településrész és a falu északi határszélén létesült Colorchemia lakótelep között, mindkettőtől nagyjából 1-1 kilométer távolságra, a községen végighúzódó 7215-ös út szintbeli vasúti keresztezésétől nem messze nyugatra. Közvetlen közúti elérését az előbbi útból kiágazó 72 315-ös számú mellékút biztosítja.
Az állomást érintő egyetlen vasútvonalon a személyszállítás 2007-től szünetel, innen azóta csak alkalomszerűen közlekedő tehervonatok indulnak, jellemzően Veszprém vasútállomás irányába.

## Áthaladó vasútvonalak
A vasútállomást a következő vasútvonalak érintik:
- Lepsény–Hajmáskér-vasútvonal

## Kapcsolódó állomások
A vasútállomáshoz az alábbi állomások vannak a legközelebb:
- Vilonya-Királyszentistván megállóhely (Lepsény–Hajmáskér-vasútvonal)
- Berhida megállóhely (Lepsény–Hajmáskér-vasútvonal)

## Forgalom
A vasútállomáson és rajta áthaladó vasútvonal egy szakaszán a vasúti forgalom 2007. március 4-e óta szünetel.
Bővebben: 2007-es magyarországi vasútbezárások